# ابنة المهرب (كتاب)
ابنة المُهرِّب هي رواية من تأليف مارغريت مارون، نشر الكتاب عن دار ميتريوس برس في 1 مايو 1992، فاز الكتاب بجائزة أنتوني لأفضل رواية في عام 1993. كما حصل على جائزة إدغار لأفضل رواية عام 1993.